# Coliseo José Miguel Agrelot
 (novembre 2020).
Si vous disposez d'ouvrages ou d'articles de référence ou si vous connaissez des sites web de qualité traitant du thème abordé ici, merci de compléter l'article en donnant les références utiles à sa vérifiabilité et en les liant à la section « Notes et références ».
Le Coliseo de Puerto Rico José Miguel Agrelot (surnommé El Choliseo) est la plus grande salle omnisports de Porto Rico située dans le quartier de Hato Rey à San Juan, la capitale de l'île.
L'édifice reçoit principalement des concerts, des spectacles et des évènements sportifs comme des rencontres de basket-ball. C'est le domicile des Cangrejeros de Santurce de la Baloncesto Superior Nacional. La salle peut accueillir entre 3 500 et 18 000 personnes selon la configuration dont 17 000 places pour le basket-ball et 16 500 pour le hockey sur glace. De plus, elle dispose de 22 suites de luxe, 4 Party Suites, 1 000 sièges de club et un VIP Club Lounge pour les plus riches puis est accessible par le Tren Urbano (Urban Train).

## Histoire
Le Coliseo de Puerto Rico est un projet qui a débuté au cours de l'administration du gouverneur Pedro Rosselló, d'abord dans le cadre d'une candidature pour accueillir les Jeux olympiques d'été de 2004.
Le colisée a ouvert ses portes au public en septembre 2004 après une longue construction financée par le gouvernement de Porto Rico. Ce bâtiment est la propriété de Puerto Rico Convention District Authority, un organisme gouvernemental, et géré par Spectacor Management Group (SMG).

## Événements
- WWE New Year's Revolution, 9 janvier 2005
- ArenaCup VII, 26 août 2006
- Puerto Rico Tip-Off, depuis 2007
- Concert de Demi Lovato (Demi Live! Warm Up Tour), 21 décembre 2008
- Concert de Céline Dion (Taking Chances World Tour), 31 janvier 2009
- Concert de Beyoncé (I Am... World Tour (tournée)), 20 février 2010
- Concert de Demi Lovato (A Special Night with Demi Lovato), 16 décembre 2011
- Concerts de Lady Gaga, 30 et 31 octobre 2012.
- Concert de Beyoncé (The Mrs. Carter Show World Tour) 28 septembre 2013.
- Concert de Miley Cyrus le 12 septembre 2014 le concert est joué à guichet fermé.
- Concert de Madonna (Rebel Heart Tour), 27 et 28 janvier 2016.
- WWE Backlash, 6 mai 2023

## Galerie

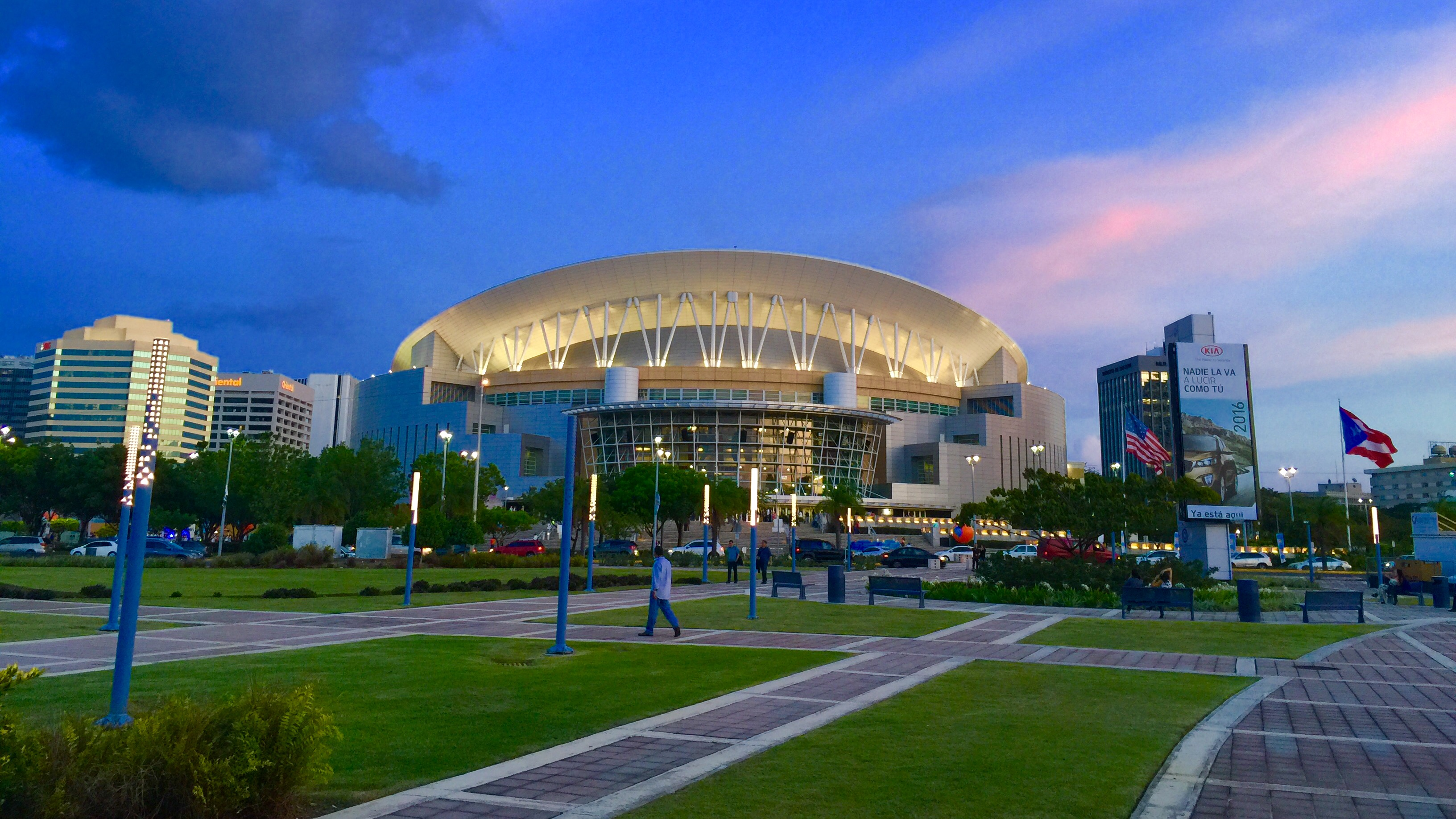
Le Coliseo de Porto Rico dans la Milla de Oro.